# معوية برازية
مكورة معوية برازية (الاسم العلمي:Enterococcus faecium) هي نوع من البكتيريا تتبع جنس المكورة المعوية من فصيلة المكورات المعوية.